# ANBO V
ANBO V byl cvičný vzpěrový hornoplošník zkonstruovaný v roce 1931 pro armádu Litvy. V roce 1936 vznikla modernizovaná verze ANBO 51. Model ANBO V vycházel svojí koncepcí z předchozích prací Antanase Gustaitise, typů ANBO II a ANBO III.

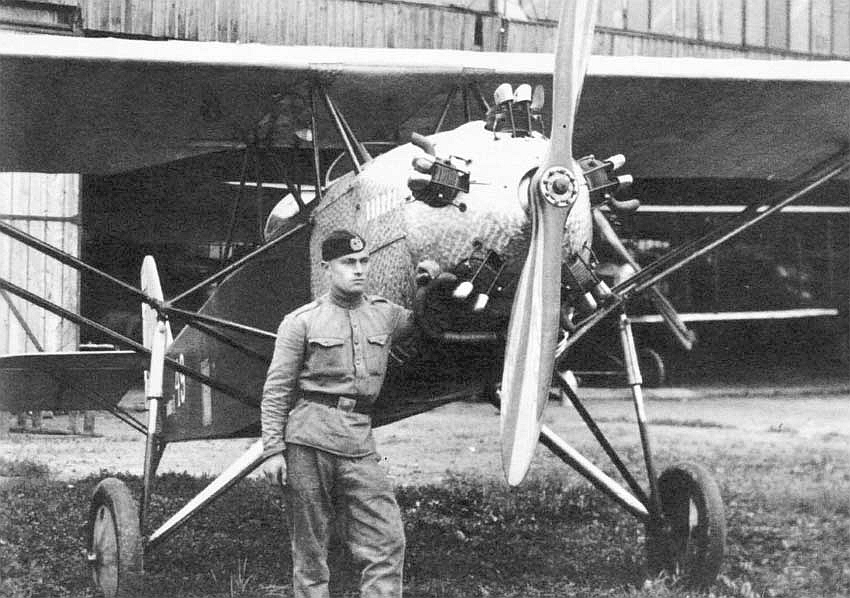
ANBO V s motorem Walter Vega

## Vznik a vývoj
V roce 1931 vznikl prototyp cvičného letounu (výr. č. 43), který byl osazen pětiválcovým, vzduchem chlazeným hvězdicovým motorem Walter Vega o jmenovitém výkonu 85 k (62,5 kW) při 1750 ot/min. To byl motor, který navazoval na Walter NZ-60 a se kterým měl Antanas Gustaitis dobré zkušenosti z provozu letounů ANBO II. Gustaitas se rozhodl nakoupit v továrně Walter tři pětiválcové motory Walter Vega a dva sedmiválcové Walter Venus. Prototyp s motorem Walter Vega vzlétl 19. května 1931. Letouny výrobních čísel 46 a 49 měly rovněž motor Walter Vega. Letouny ANBO V (výr. č. 50 a č. 51) vyrobené v roce 1932 měly již nainstalovány výkonnější sedmiválce Walter Venus o výkonu 110 k (80,9 kW) při 1750 ot/min. Díky své stabilitě ve vzduchu a dalším vlastnostem byl ANBO V ideálním strojem pro výcvik. V letech 1934-1935 byly tyto letouny přestavěny na použití sedmiválcových motorů Armstrong Siddeley, typ Genet Major IA s ještě vyšším výkonem 140 k (103 kW). S těmito motory létaly po celé období (1934-1940).
Pro 2. výrobní sérii letounů s již pozměněným názvem na ANBO 51, která byla dána do výroby v roce 1936, byl použit motor Armstrong Siddeley Genet Major IV, sedmiválcový hvězdicový motor o výkonu 160 k (120 kW), který umožnil letounu dosáhnout rychlosti až 200 km/h. Současně však vzrostla hmotnost (650 kg prázdná, 950 kg vzletová). Od roku 1936 do roku 1938 bylo postaveno 10 letadel (výr. č. 80-84, 785-789).

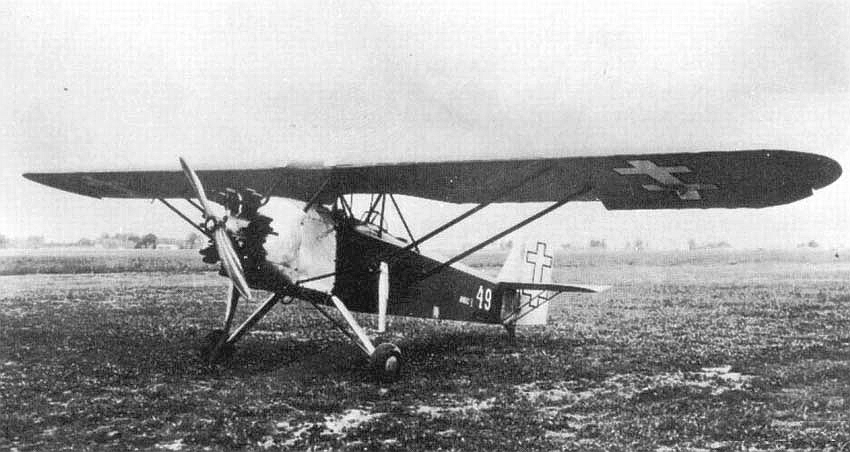
ANBO V s motorem Walter Vega

## Popis letounu
ANBO V byl hornoplošník konvenční smíšené konstrukce, potažené plátnem a s trupem ze svařovaných ocelových trubek. Trup byl obdélníkového průřezu a byl mimo základní kostry ještě zesílen šikmými trubkami vpředu a zkříženými ocelovými drátěnými diagonálami vzadu. Stejnou konstrukci užívaly i pevné části ocasních ploch (vyrobené z duralu a potažené plátnem), pohyblivé byly zkonstruovány ze dřeva. Křídlo dřevěné konstrukce bylo připojeno párem vzpěr k dolní části trupu a další vzpěry spojovaly trup s centroplánem křídla. Centrální část křídla byla "podepřena" pyramidou, tvořenou čtyřmi trojitými vzpěrami. V centroplanu byly umístěny dvě nádrže na 80 litrů benzínu, odkud palivo "samospádem" teklo do karburátoru motoru. Dvoukolový, pevný podvozek byl osazen párem kol s pneumatikami a vzadu ocasní ostruhou.

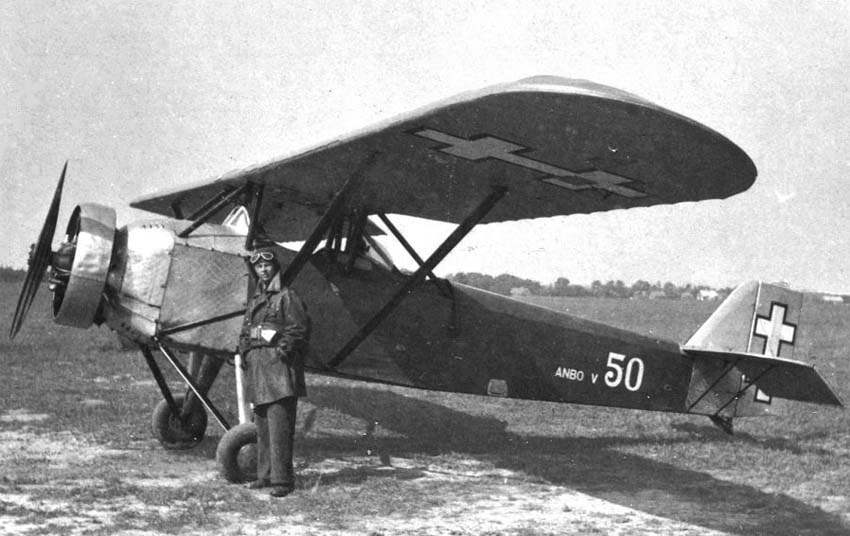
ANBO V

Posádka seděla v tandemovém uspořádání (žák vpředu, instruktor vzadu). Sedadla byla upravena pro použití padáků. Před oběma kokpity byl průhledný štít z vytvrzeného termoplastu (celuloid). Žák a instruktor používali k vzájemné komunikaci zvukovou trubici vyvedenou do kukel. Prototyp a první dva sériové letouny byly poháněny hvězdicovým motorem Walter Vega československého původu a další dva sériové stroje byly poháněny motory Walter Venus, později britskými Armstrong Siddeley Genet Major. Motory Genet Major byly zpravidla kryty Townsendovým prstencem různých velikostí. Za motorem v první části trupu byla olejová nádrž o objemu 10 l. Vnitřek trupu byl od motoru oddělen protipožární přepážkou z ocelového plechu.
V roce 1936 se objevila upravená verze ANBO 51 se zesílenou konstrukcí křídla a motorem Genet Major IV.

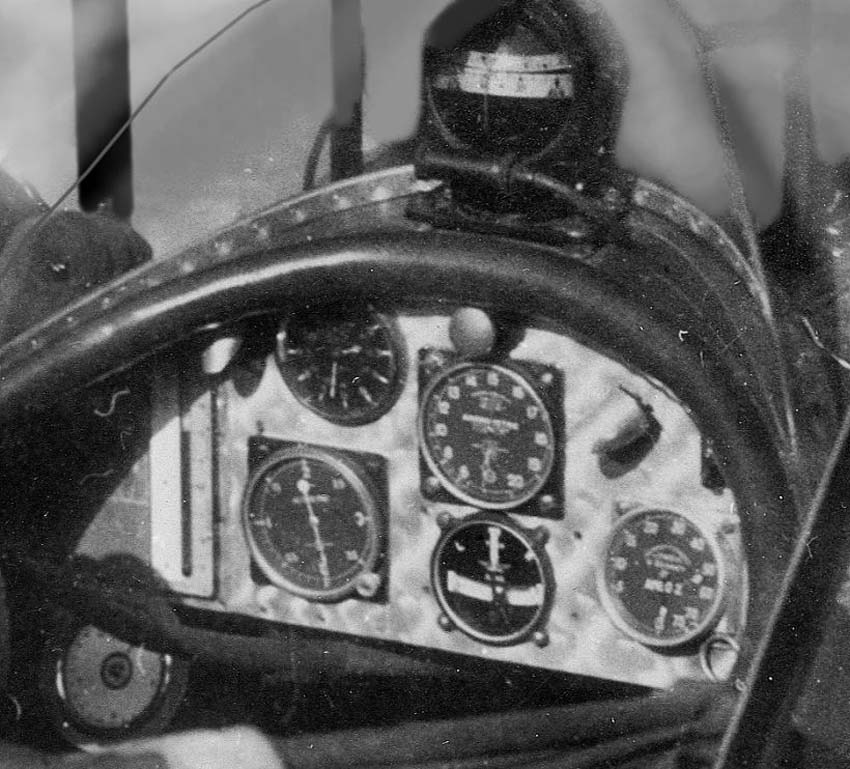
ANBO V, kokpit

## Uživatelé
- Litva
  - Litevské letectvo

## Specifikace
Údaje pro verzi s motorem Walter Vega dle

### Technické údaje
- Osádka: 2 (instruktor a žák)
- Délka: 7,30 m
- Rozpětí křídla: 11,35 m
- Výška: 2,82 m
- Plocha křídla: 20,65 m²
- Prázdná hmotnost: 510 kg
- Maximální vzletová hmotnost: 820 kg
- Pohonná jednotka: 1 × vzduchem chlazený sedmiválcový hvězdicový motor Walter Vega
  - vzletový: 90 k (66,2 kW) při 1800 ot/min
  - jmenovitý: 85 k (62,5 kW) při 1750 ot/min

### Výkony
- Maximální rychlost: 170 km/h
- Cestovní rychlost: 151 km/h
- Přistávací rychlost: 70 km/h
- Dostup: 4000 m
- Stoupavost: 4,2 m/s